# Deux danses (Debussy)
Pour les articles homonymes, voir Deux danses.
Les Deux danses (Danse sacrée et Danse profane) sont une œuvre de Claude Debussy pour harpe et orchestre à cordes composée en 1904.

## Présentation
Les Deux danses sont une commande de la maison Pleyel et de son directeur Gustave Lyon pour promouvoir la harpe chromatique du facteur, destinée à concurrencer la harpe diatonique traditionnelle, monopole de la firme Érard. L’œuvre était notamment destinée au concours de l'année 1904 du Conservatoire de Bruxelles, établissement qui possédait une classe de harpe chromatique. 
La partition est composée par Debussy en avril et mai 1904, pour harpe chromatique avec accompagnement d'orchestre d'instruments à cordes, et publiée par Durand la même année, avec une dédicace à Gustave Lyon. 
L'œuvre est créée le 6 novembre 1904 aux Concerts Colonne, sous la direction d'Édouard Colonne, avec Lucile Wurmser-Delcourt à la harpe chromatique,. La première audition publique à la harpe à pédales est donnée le 1er février 1910 salle Érard, par Henriette Renié. 
Dans le catalogue des œuvres du compositeur établi par le musicologue François Lesure, les Deux danses portent le numéro L 113 (103). 

## Structure
L’œuvre, d'une durée moyenne d'exécution de dix minutes environ, comprend deux mouvements :
1. Danse sacrée — Très modéré à 
 ( = 120)
2. Danse profane — Modéré à 
 ( = 152)

## Analyse
Le musicologue François-René Tranchefort souligne que l’œuvre, « toute teintée d' « archaïsme » modal, se distingue par sa rigueur raffinée, de même que par une certaine gravité ». Elle se rapproche ainsi d'autres partitions antiquisantes de Debussy, à l'image des Danseuses de Delphes, des Chansons de Bilitis ou de la Tarentelle styrienne.

### Danse sacrée

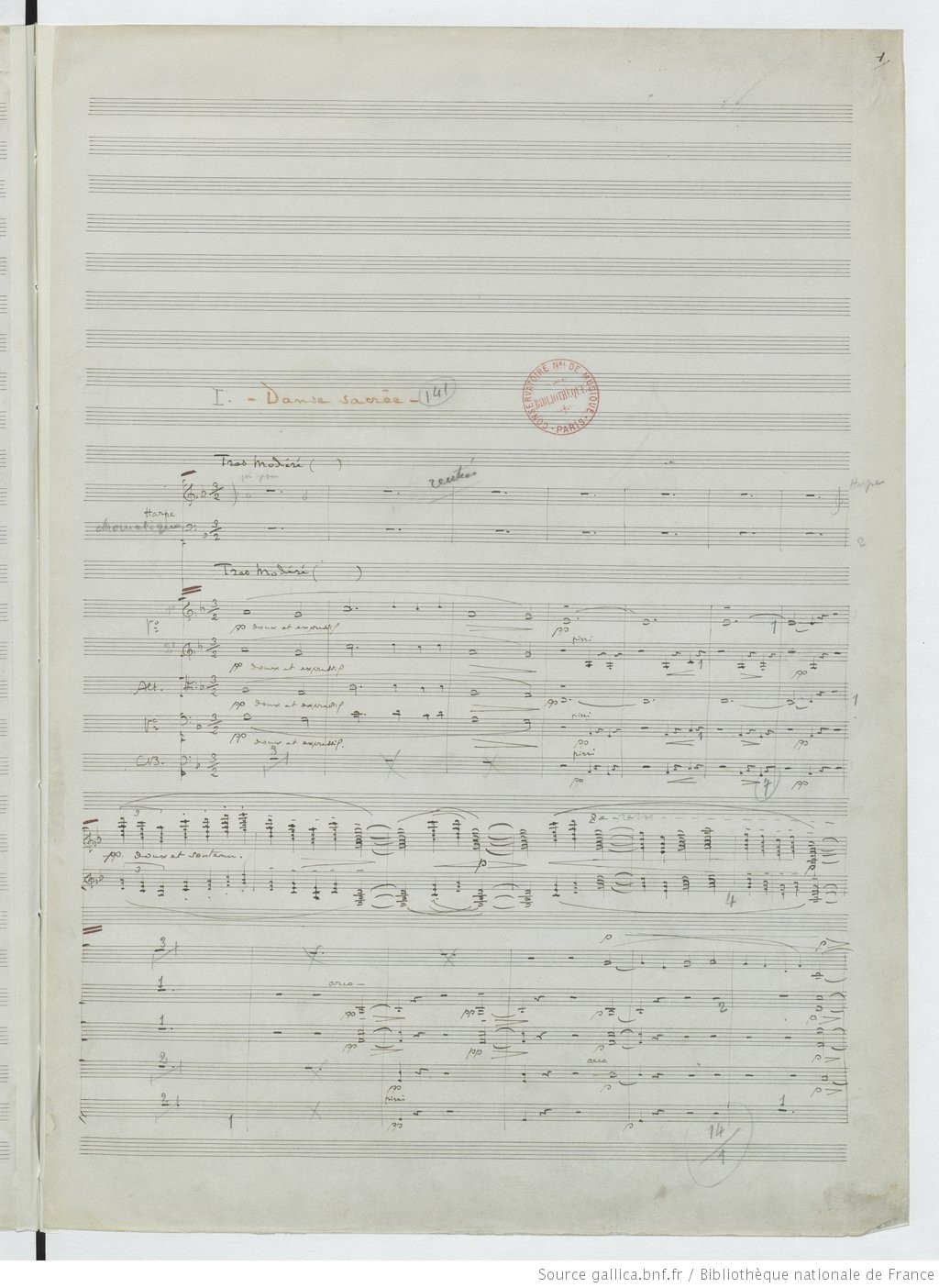
Première page du manuscrit de la Danse sacrée.

La première danse, Danse sacrée, est écrite dans le mode dorien sur un rythme ternaire.
Debussy a emprunté pour ce morceau le thème d'une pièce du portugais Francisco de Lacerda, lauréat en 1904 d’un concours de composition organisé par Le Figaro, dont la troisième partie, Danse du voile, fut publiée dans La Revue musicale.
La Danse sacrée a l'allure d'une sarabande et présente une forme ABA : A étant « baigné de lumière douce et voilée » et B « un peu plus animé ». Tranchefort la compare à une « sorte de rituel antique, simplement suggéré ». 
À la fin, quelques notes répétées de la harpe font office de transition avec le mouvement suivant.

### Danse profane

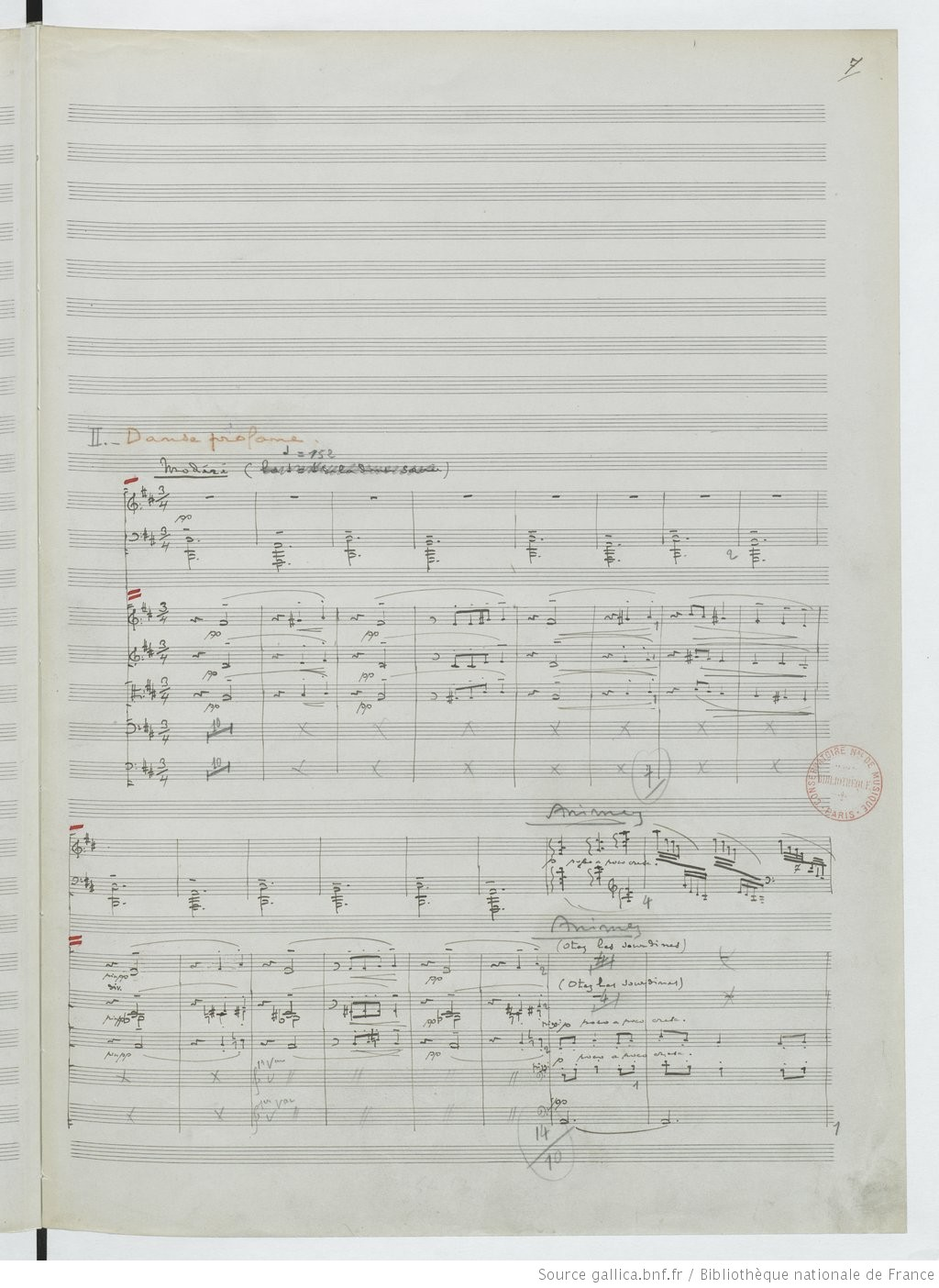
Première page du manuscrit de la Danse profane.

La deuxième danse, Danse profane, expose une nouvelle atmosphère proche de la valse.
Dans un rythme ternaire et en mode lydien, le thème de « valse alanguie quoique un peu plus rapide » alterne avec des épisodes plus brillants, « en ruissellements d'arpèges (utilisation de gammes par tons) ».
À la fin de l’œuvre, « harpe et cordes s'unissent dans la plénitude ; mais tout s'achèvera dans la discrétion sur un pincement des cordes ».

## Transcriptions
Il existe de nombreuses transcriptions des Deux danses : pour piano par Jacques Durand, pour piano à quatre mains par A. Benfeld, pour deux pianos par Debussy, pour piano et violon et pour piano et violoncelle par Léon Roques, pour harpe à pédales et piano par Henriette Renié.
L’œuvre est aussi régulièrement jouée avec le seul accompagnement d’un quatuor à cordes en lieu et place de l'orchestre à cordes complet.

## Discographie
- Claude Debussy : The Complete Works, CD 16, par Annie Chalan (harpe) et l'Orchestre de la Société des concerts du Conservatoire, André Cluytens (dir.), Warner Classics 0190295736750, 2018[6].
- Debussy : Nocturnes, Printemps, Rapsodie pour saxophone et orchestre, Danses sacrée et profane, Gulnara Mashurova (harpe), Orchestre symphonique de Singapour, Lan Shui (dir.), BIS records 2232, 2019[7].
- Debussy : Complete Orchestral Works, CD 9, par Emmanuel Ceysson (harpe) et l'Orchestre national de Lyon, Jun Märkl (dir.), Naxos 8.509002, 2012[8].